# Europees kampioenschap voetbal onder 21 - 1984
Aan het Europees kampioenschap voetbal onder 21 van 1984 (kortweg: EK voetbal -21) deden 30 teams mee. Het toernooi werd inclusief de kwalificatiewedstrijden tussen 1982 en 1984 gehouden. Er was bij deze editie geen sprake van een eindtoernooi dat in een land werd gehouden. Albanië, IJsland en Wales deden voor de eerste keer mee. Engeland won het toernooi voor de tweede keer.
De 30 teams werden verdeeld in zes groepen van vier en twee van drie. De groepswinnaars stroomden door naar de kwartfinales.

## Kwalificatiefase
| Kwalificatiegroep 1 | Kwalificatiegroep 1 | Wed | W | G | V | DV | DT | Ptn |
| ------------------- | ------------------- | --- | - | - | - | -- | -- | --- |
| 1                   | Schotland           | 6   | 4 | 2 | 0 | 11 | 6  | 8   |
| 2                   | Oost-Duitsland      | 6   | 3 | 1 | 2 | 13 | 14 | 7   |
| 3                   | België              | 6   | 2 | 2 | 2 | 8  | 6  | 6   |
| 4                   | Zwitserland         | 6   | 0 | 1 | 5 | 10 | 16 | 1   |

| - België 0-0 Zwitserland - Schotland 2-0 Oost-Duitsland - Zwitserland 3-4 Schotland - België 1-2 Schotland - Oost-Duitsland 2-1 België - Schotland 2-1 Zwitserland | - België 4-2 Oost-Duitsland - Zwitserland 5-6 Oost-Duitsland - Oost-Duitsland 2-1 Zwitserland - Schotland 0-0 België - Zwitserland 0-2 België - Oost-Duitsland 1-1 Schotland |

| Kwalificatiegroep 2 | Kwalificatiegroep 2 | Wed | W | G | V | DV | DT | Ptn |
| ------------------- | ------------------- | --- | - | - | - | -- | -- | --- |
| 1                   | Polen               | 6   | 3 | 2 | 1 | 9  | 3  | 8   |
| 2                   | Sovjet-Unie         | 6   | 2 | 3 | 1 | 8  | 6  | 7   |
| 3                   | Finland             | 6   | 1 | 3 | 2 | 5  | 8  | 5   |
| 4                   | Portugal            | 6   | 1 | 2 | 3 | 3  | 8  | 4   |

| - Sovjet-Unie 1-1 Polen - Finland 0-0 Polen - Finland 1-1 Portugal - Portugal 1-0 Polen - Sovjet-Unie 2-2 Finland - Polen 4-0 Finland | - Sovjet-Unie 1-1 Portugal - Polen 2-1 Sovjet-Unie - Finland 0-1 Sovjet-Unie - Portugal 0-2 Finland - Polen 2-0 Portugal - Portugal 0-2 Sovjet-Unie |

| Kwalificatiegroep 3 | Kwalificatiegroep 3 | Wed | W | G | V | DV | DT | Ptn |
| ------------------- | ------------------- | --- | - | - | - | -- | -- | --- |
| 1                   | Engeland            | 6   | 5 | 0 | 1 | 13 | 4  | 10  |
| 2                   | Griekenland         | 6   | 3 | 2 | 1 | 6  | 4  | 8   |
| 3                   | Hongarije           | 6   | 1 | 1 | 4 | 7  | 8  | 3   |
| 4                   | Denemarken          | 6   | 1 | 1 | 4 | 6  | 16 | 3   |

| - Denemarken 1-4 Engeland - Griekenland 1-0 Engeland - Engeland 2-1 Griekenland - Denemarken 1-1 Griekenland - Engeland 1-0 Hongarije - Hongarije 1-1 Griekenland | - Denemarken 2-1 Hongarije - Engeland 4-1 Denemarken - Hongarije 0-2 Engeland - Hongarije 5-1 Denemarken - Griekenland 1-0 Denemarken - Griekenland 1-0 Hongarije |

| Kwalificatiegroep 4 | Kwalificatiegroep 4 | Wed | W | G | V | DV | DT | Ptn |
| ------------------- | ------------------- | --- | - | - | - | -- | -- | --- |
| 1                   | Joegoslavië         | 6   | 3 | 2 | 1 | 12 | 5  | 8   |
| 2                   | Bulgarije           | 6   | 3 | 2 | 1 | 6  | 3  | 8   |
| 3                   | Wales               | 6   | 2 | 2 | 2 | 5  | 6  | 8   |
| 4                   | Noorwegen           | 6   | 0 | 2 | 4 | 6  | 15 | 2   |

| - Wales 0-0 Noorwegen - Noorwegen 2-2 Joegoslavië - Bulgarije 2-0 Noorwegen - Bulgarije 0-2 Joegoslavië - Joegoslavië 2-0 Wales - Wales 0-1 Bulgarije | - Noorwegen 0-2 Bulgarije - Noorwegen 2-3 Wales - Joegoslavië 6-2 Noorwegen - Bulgarije 1-1 Wales - Wales 1-0 Joegoslavië - Joegoslavië 0-0 Bulgarije |

| Kwalificatiegroep 5 | Kwalificatiegroep 5 | Wed | W | G | V | DV | DT | Ptn |
| ------------------- | ------------------- | --- | - | - | - | -- | -- | --- |
| 1                   | Italië              | 6   | 5 | 0 | 1 | 9  | 3  | 10  |
| 2                   | Tsjecho-Slowakije   | 6   | 4 | 1 | 1 | 15 | 7  | 9   |
| 3                   | Roemenië            | 6   | 2 | 1 | 3 | 8  | 12 | 5   |
| 4                   | Cyprus              | 6   | 0 | 0 | 6 | 4  | 14 | 0   |

| - Cyprus 1-2 Roemenië - Italië 2-0 Roemenië - Tsjecho-Slowakije 2-1 Italië - Cyprus 0-1 Italië - Tsjecho-Slowakije 2-0 Cyprus - Cyprus 1-4 Tsjecho-Slowakije | - Italië 2-1 Tsjecho-Slowakije - Roemenië 1-4 Tsjecho-Slowakije - Roemenië 0-1 Italië - Roemenië 3-2 Cyprus - Tsjecho-Slowakije 2-2 Roemenië - Italië 2-0 Cyprus |

| Kwalificatiegroep 6 | Kwalificatiegroep 6 | Wed | W | G | V | DV | DT | Ptn |
| ------------------- | ------------------- | --- | - | - | - | -- | -- | --- |
| 1                   | Albanië             | 6   | 4 | 2 | 0 | 9  | 3  | 10  |
| 2                   | West-Duitsland      | 6   | 3 | 3 | 0 | 13 | 4  | 9   |
| 3                   | Turkije             | 6   | 1 | 1 | 4 | 6  | 11 | 3   |
| 4                   | Oostenrijk          | 6   | 0 | 2 | 4 | 4  | 14 | 2   |

| - Oostenrijk 1-2 Albanië - Turkije 0-1 Albanië - Oostenrijk 1-1 Turkije - Albanië 1-1 West-Duitsland - Turkije 0-1 West-Duitsland - Oostenrijk 1-1 West-Duitsland | - Albanië 1-0 Turkije - Albanië 3-0 Oostenrijk - West-Duitsland 2-1 Oostenrijk - West-Duitsland 7-0 Turkije - Turkije 5-0 Oostenrijk - West-Duitsland 1-1 Albanië |

| Kwalificatiegroep 7 | Kwalificatiegroep 7 | Wed | W | G | V | DV | DT | Ptn |
| ------------------- | ------------------- | --- | - | - | - | -- | -- | --- |
| 1                   | Spanje              | 4   | 2 | 1 | 1 | 2  | 5  | 5   |
| 2                   | Nederland           | 4   | 1 | 2 | 1 | 7  | 3  | 4   |
| 3                   | IJsland             | 4   | 0 | 3 | 1 | 2  | 3  | 3   |

| - IJsland 1-1 Nederland - Spanje 1-0 IJsland - Nederland 5-0 Spanje | - IJsland 0-0 Spanje - Nederland 1-1 IJsland - Spanje 1-0 Nederland |

| Kwalificatiegroep 8 | Kwalificatiegroep 8 | Wed | W | G | V | DV | DT | Ptn |
| ------------------- | ------------------- | --- | - | - | - | -- | -- | --- |
| 1                   | Frankrijk           | 4   | 3 | 1 | 0 | 10 | 2  | 7   |
| 2                   | Zweden              | 4   | 2 | 1 | 1 | 10 | 4  | 5   |
| 3                   | Luxemburg           | 4   | 0 | 0 | 4 | 1  | 15 | 0   |

| - Luxemburg 0-4 Zweden - Frankrijk 1-0 Zweden - Luxemburg 0-5 Frankrijk | - Zweden 4-1 Luxemburg - Zweden 2-2 Frankrijk - Frankrijk 2-0 Luxemburg |

## Knock-outfase
| Kwartfinales - Engeland 6-1 Frankrijk - Frankrijk 0-1 Engeland Engeland won in totaal met 7-1 - Schotland 2-1 Joegoslavië - Joegoslavië 3-1 Schotland Joegoslavië won in totaal met 4-3 - Albanië 0-1 Italië - Italië 1-0 Albanië Italië won in totaal met 2-0 - Polen 2-2 Spanje - Spanje 4-1 Polen Spanje won in totaal met 6-3 |  | Halve finales - Engeland 3-1 Italië - Italië 1-0 Engeland Engeland won in totaal met 3-2 - Joegoslavië 0-1 Spanje - Spanje 2-0 Joegoslavië Spanje won in totaal met 3-0 |  | Finale - Spanje 0-1 Engeland - Engeland 2-0 Spanje Engeland won in totaal met 3-0 Engeland werd kampioen |